# 高德院
高德院位於日本神奈川縣鎌倉市的長谷，是一間佛教淨土宗的寺院。供奉的本尊阿彌陀佛一般人稱為「鎌倉大佛」，坐落於大異山。開基（創立者）與開山（初代住持）均不明。
这座日本著名的佛像，净高11.3公尺，重约121吨的露天阿弥陀佛青铜塑像，它的尺寸在全日本仅次于位于奈良市东大寺的另一尊佛像。
根据寺院有关青铜像建造的相关记载，这座塑像的历史可以追溯到1252年的镰仓时代。然而，并不清楚寺院记录中那座当时正在建造的塑像是否就是今天这座大佛像。这座佛像曾经位于一座木造寺庙建筑中，該廟毁于15世纪末室町时代的一场海啸，而佛像安然無恙。
这座佛像在拉迪亚德·吉卜林作于1901年的小说Kim的最初章的前言中被称为“镰仓大佛”（The Buddha at Kamakura）。

## 起源與歷史
高德院是以日本國寶的青銅製阿彌陀佛坐像、俗稱鎌倉大佛（也稱為長谷大佛）為本尊的寺院。全名是大異山高德院清淨泉寺（しょうじょうせんじ）。
高德院當初是否以鎌倉象徵的大佛為本尊這一點外，關於草創時期的開山與開基等不明的地方甚多。而且大佛造像的經緯，因誰而建造等情況也缺乏相關資料，仍然未明。有說寺院初時是鎌倉市材木座的光明寺裡院搬遷出來的，但亦不肯定。
寺當初屬於真言宗，由鎌倉的極樂寺開山的忍性（にんしょう）一類密宗僧人當住持。後來歸於臨濟宗，成為建長寺的屬寺。江戶時代正德年間（1711－1716年）由江戶増上寺的祐天上人重新興旺以後歸於浄土宗，成為材木座的光明寺（淨土宗關東總本山）的屬寺。
關於大佛的建造，正史《吾妻鏡》記載在曆仁元年（1238）開始建造木像大佛，五年後完成。同一本《吾妻鏡》當中，亦有記載在建長4年（1252）建造銅像大佛，但木像大佛與銅造大佛兩者之間的關係與造像的經緯至今仍然未明。當初做了一個木像大佛，但因某些原因失去，就建造了現在見到的大佛來代替，這個解釋雖然簡單直接，但幾乎成為定論。
根據《吾妻鏡》記載，大佛是由一位名為「淨光」的僧人發起，但除此以外就沒有更多關於淨光的事跡。還有一些認為這樣一個巨像只因一位僧人的發願、勸導而建成並不合理，背後鎌倉幕府可能有份參與，但同樣因為缺乏同時期的史料，仍然不出推測的範圍。參與建造大佛的工匠包括大野五郎右衞門和丹治久友等。
大佛曾位于一座寺庙建筑中，但后来建筑在室町時代（明應4年（1495）和明應7年（1498）兩種說法均有）被海啸摧毁。从那时起，大佛便不再位于室内而在露天。在1923年的关东大地震中，大佛向前滑动了大约60厘米。1960-1961年间，大佛曾经历过一次修缮。在那次修缮中，大佛颈部结构被加强，并且采取了相应的抗地震措施。
鎌倉大佛所立之處的地名本來是長谷的「おさらぎ (Osaragi)」。因此限於鎌倉大佛，當只寫成「大仏」時也會讀做「おさらぎ」。還有因此地名而來的姓氏寫做「大仏」，讀做「おさらぎ」。作家大佛次郎跟大佛家系並無關係，只因為住在「大仏」的後面，所以改這個筆名。

## 文化財產
銅造阿彌陀如來坐像（國寶）大约高13.35米（包含基座），重约93吨（本体）。被指定為國寶的原因除了是體積大，更因為是代表鎌倉時代的佛教雕刻。與後世經過甚大補修的奈良東大寺大佛比較起來，鎌倉大佛完全保留了造像當初的風貌。起角、平面的面相、低肉髻、帶點陀背的姿勢、頭身比例上頭比較大等等，都顯示出鎌倉時代流行的「宋風」佛像特色。
境内還有安放著被認為德川秀忠（2代將軍）曾經擁有的聖觀音（しょうかんおん）像的觀月堂，及與謝野晶子的「鎌倉やみほとけなれど釈迦牟尼は美男におわす夏木立かな」歌碑等。

镰仓大佛

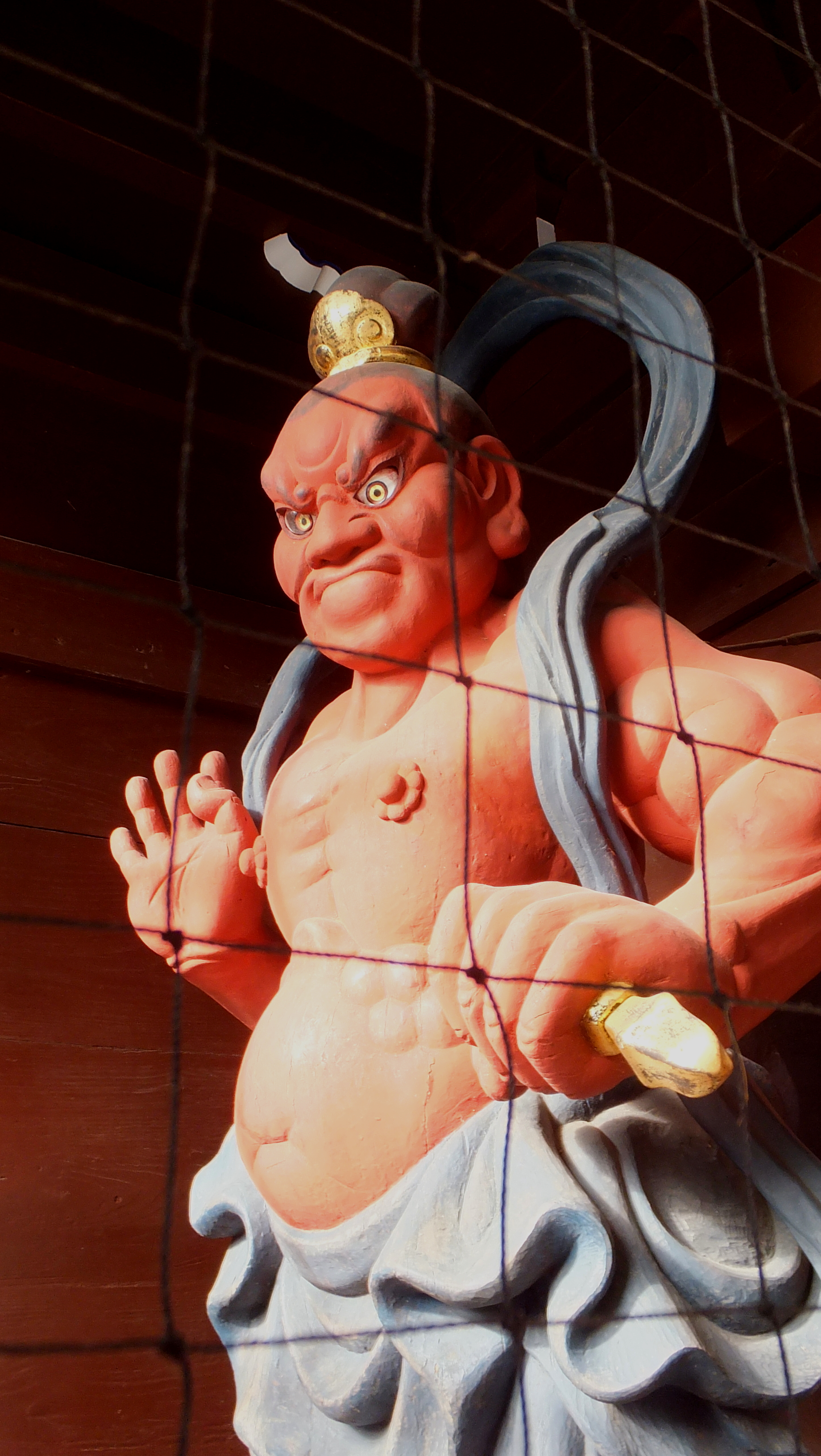
大门内金剛力士

## 大佛像
这座塑像的结构是中空的，游客可以付费300日元参观其内部。小孩半价。

### 細節
- 重量：121噸
- 高度：11.3公尺
- 臉長度：2.35米
- 眼長度：1.0米
- 口長度：0.82米
- 耳朵長度：1.90米
- 雙膝寬度：9.10米
- 拇指周长：0.85米

## 外部連結
- 鎌倉大仏殿高徳院 （页面存档备份，存于）（公式サイト）
- 高徳院（大仏殿） （页面存档备份，存于） - 鎌倉市観光協会
- 国指定文化財等データベース （页面存档备份，存于） - 文化庁
- OpenStreetMap上有關高德院的地理